# Błotnica (Kołobrzeg)
Błotnica (deutsch Spie) ist ein Dorf in der Woiwodschaft Westpommern in Polen. Es liegt in der Gmina Kołobrzeg (Landgemeinde Kolberg).

## Geographische Lage
Das Dorf liegt in Hinterpommern an der Woiwodschaftsstraße 102 zwischen Trzebiatów (Treptow an der Rega) im Südwesten und Kołobrzeg (Kolberg) im Nordosten, etwa 100 Kilometer nordöstlich von Stettin.
Nachbarorte sind im Südwesten an der Woiwodschaftsstraße das Dorf Bogusławiec (Charlottenhof) mit dem Wohnplatz Budzimskie (Baselerskaten), im Norden Przećmino (Prettmin) und im Süden Niemierze (Nehmer).
Das Dorf liegt an der gleichnamigen Błotnica (Spiebach).

## Geschichte
Die erste Erwähnung des Dorfes stammt aus dem Jahre 1368, als die Stadt Kolberg das dorpe tor Spie von einem Ritter Heinrich von der Osten kaufte. Das Dorf blieb dann bis in das 19. Jahrhundert im Besitz der Stadt Kolberg. Der Ortsname wurde zeitweise auch Spey, Spige und Spiegs geschrieben. Auf der Lubinschen Karte von Pommern aus dem Jahre 1618 ist das Dorf als Spie eingetragen. 
Bis zum Siebenjährigen Krieg (1756–1763) bestanden in Spie ein Vorwerk, drei Vollbauernhöfe, ein Dreiviertelbauernhof und zwei Kossätenhöfe. Im Siebenjährigen Krieg wurde das Dorf zerstört. Danach wurde Spie völlig neu als ein Straßendorf mit vier Gehöften auf jeder Straßenseite angelegt. Das Land des bisherigen Vorwerks wurde auf die Bauern verteilt. Um 1780 bestanden in Spie elf Haushaltungen („Feuerstellen“), darunter acht Bauernhöfe und eine Wassermühle. 
Im 19. Jahrhundert wurden auf der Feldmark von Spie verschiedene Höfe („Ausbauten“) angelegt, von denen nur Baselerskaten als eigener Wohnplatz geführt wurde.
1895 erhielt das Dorf Bahnanschluss mit dem Haltepunkt Spie-Prettmin der Kolberger Kleinbahn. 
Vor 1945 bildete Spie eine Landgemeinde im Kreis Kolberg-Körlin der preußischen Provinz Pommern.
Nach 1945 kam Spie, wie ganz Hinterpommern, an Polen. Es erhielt den polnischen Ortsnamen Błotnica, der in Anlehnung an den aus dem Mittelalter überlieferten slawischen Namen des Spiebachs, Blotznitz, geschaffen wurde. Die Bevölkerung wurde durch Polen ersetzt.

## Entwicklung der Einwohnerzahlen
- 1816: 064[1]
- 1919: 273[2]
- 1939: 224[2]